# 近畿大学医学部関西国際空港クリニック
近畿大学医学部関西国際空港クリニック（きんきだいがくいがくぶかんさいこくさいくうこうくりにっく）は、大阪府泉佐野市に位置する、関西国際空港内にある医療機関。
近畿大学が運営を行っており、ほかにも大阪府大阪狭山市にある近畿大学病院及び奈良県生駒市にある近畿大学奈良病院を運営している。

## 特徴
空港従業員や旅行者を対象に365日体制で診療を行う関西国際空港内唯一の一般診療所である。また、2020年11月には西日本の空港として初めて、出国前の海外渡航者に対する新型コロナウイルス感染症PCR検査をクリニックにて開始した。

## 医療機関の指定
（下表の出典）
| 保険医療機関 | 労災保険指定医療機関 |